# Bjerkreims kommun
Bjerkreims kommun (norska: Bjerkreim kommune) är en kommun i landskapet Dalane i Rogaland fylke i sydvästra Norge. Kommunens centralort är tätorten Vikeså. 

## Administrativ historik
Bjerkreims kommun upprättades den 1 januari 1838 (som Birkrem formannskapsdistrikt) när Formannskapslovene från 1837 trädde i kraft. Kommunen omfattade då hela nuvarande Bjerkreims kommun samt ett mindre område i den sydöstra delen av nuvarande Gjesdals kommun.
Den 1 januari 1965 överfördes ett bebott område (Nedre Maudal med 40 invånare) från Bjerkreims kommun till Gjesdals kommun.

## Tätorter
I Bjerkreims kommun finns två tätorter:
- Røysland
- Vikeså (centralort)

## Socknar
Inom Norska kyrkan motsvaras Bjerkreims kommun av Bjerkreims socken i Dalane prosteri i Stavangers stift.